# Cystodermateae
Tribu
Les Cystodermateae sont une tribu de champignons basidiomycètes. C’est un nom invalide,. 

## Genres
Selon Rolf Singer cette tribu renfermait les genres suivants :
- Cystoderma
- Dissoderma
- Horakia
- Phaeolepiota
- Pseudobacospora
- Ripartitella
- Squamanita